# 瑪麗-艾芙·諾爾
瑪麗-艾芙·諾爾（法語：Marie-Ève Nault；法語發音：[maʀi ɛv nol]；1982年2月16日—）是一名加拿大退役足球運動員，在場上司職後衛。她曾隨加拿大国家队参加2012年夏季奥林匹克运动会足球比赛，获得铜牌。

## 生平

### 國家隊生涯
2012年4月，諾爾入選加拿大女足出征倫敦奧運會女足比賽的大名單，並參加了奧運會之前的熱身賽。諾爾在頭兩場小組賽並未獲得上陣的機會，但在坎達絲·查普曼和蘿賓·蓋爾先後受傷之後，諾爾終於在迎戰瑞典的第三場小組賽中披掛上陣。8月6日，在對陣美國的半決賽的第76分鐘，裁判克莉絲汀娜·佩德爾森以加拿大守門員愛琳·麥克勞德用手持球超過六秒鐘為由，判給美國一個任意球。第78分鐘，美國前鋒梅根·拉皮諾開出任意球，負責防守的諾爾下意識地用雙臂保護頭部，雖然她試圖轉身，但足球還是擊中了她的雙臂。裁判以此為由判給美國一個點球。美國憑藉這個點球追平比分，並最終通過加時賽擊敗加拿大。8月9日，諾爾在對陣法國的季軍戰中上陣84分鐘，協助加拿大以1-0擊敗法國，奪得奧運銅牌。